# Ponson-Dessus
Ponson-Dessus – miejscowość i gmina we Francji, w regionie Nowa Akwitania, w departamencie Pireneje Atlantyckie.
Według danych na rok 1990 gminę zamieszkiwało 227 osób, a gęstość zaludnienia wynosiła 21 osób/km² (wśród 2290 gmin Akwitanii Ponson-Dessus plasuje się na 950. miejscu pod względem liczby ludności, natomiast pod względem powierzchni na miejscu 1009.).